# Philipp Amthor
Philipp Amthor (Ueckermünde, 10 de novembro de 1992), é um jurista e político alemão que, desde as eleições de 2017, serve como deputado federal pelo estado de Meclemburgo-Pomerânia Ocidental.